# Groß Förste
Groß Förste è una frazione (Ortschaft) del comune di Giesen, nel land della Bassa Sassonia, in Germania.

## Storia
Già comune autonomo nel circondario di Hildesheim-Marienburg, fu soppresso e incorporato a Giesen il 1º marzo 1974.
La Landesstraße 416 la separa da Klein Förste, frazione di Harsum.